# Diania
A Diania cactiformis egy, a kambrium időszakban élt állat. A páncélos lobopodiák közé tartozott, a nevét a megjelenése alapján kapta: hosszú, vékony testét erős, tövisszerű lábak támasztották alá. Emiatt korábban úgy vélték, hogy az ízeltlábúak felé vezető evolúciós ághoz tartozik, de mára ezt megcáfolták.

## Felfedezése
A Diania cactiformis fosszíliáit egymástól függetlenül, egyszerre fedezte fel Jianni Liu a kínai Északnyugati egyetemről, Csiang Ou a Kínai Földtudományok egyeteméről és Michael Steiner a berlini Szabadegyetemről. A fosszíliákat a nevezetes Csengcsiang üledékben – más néven Maotianshan pala – találták meg. Az üledék Délnyugat-Kínában lehető fel, és mintegy 520 millió éves.

## A név eredete
Az állatka a nevét az ősi kínai Dian királyságról kapta, ami a mai Jünnan tartományban terült el, a fosszília megtalálási helyén. A cactiformes fajnév a kaktuszt idéző megjelenésére utal, ami miatt a felfedezői egymás között csak "sétáló kaktusz" néven illették.

## Megjelenése

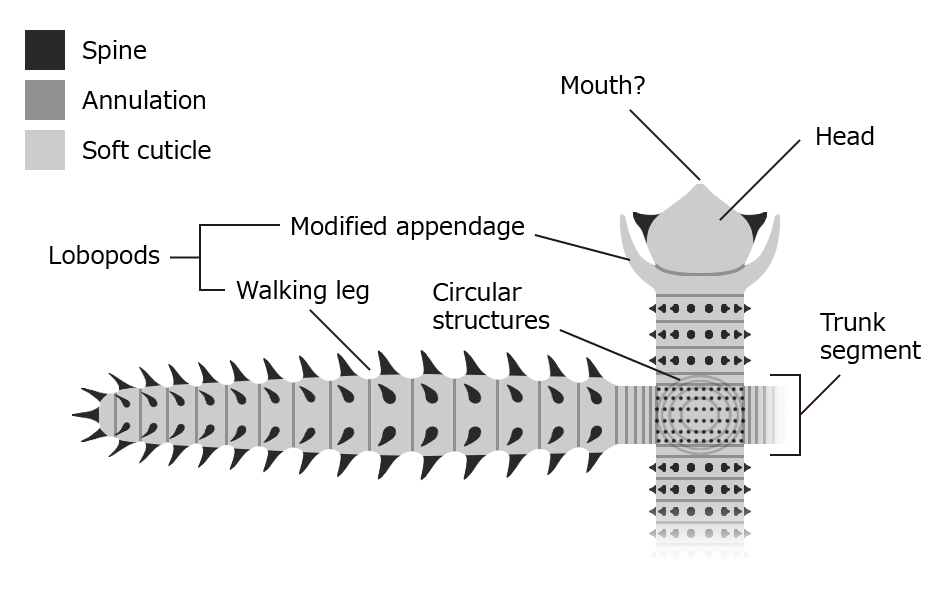
A Diania valószínűsíthető fejszerkezete.

A legnagyobb ép fosszília nagyjából 6 cm hosszú. A testét lágy kutikula borította gyűrűszerű barázdákkal és tüskékkel. A függelékek (tömlőlábak) sokkal inkább oldalirányban helyezkedtek el, mint a rokon csoportoknál, hát-hasi megjelenést kölcsönözve nekik.
A Diania teste féregszerű volt, a gyűrűsférgekéhez hasonló szegmentáltsággal. Összesen 10 szegmens kapcsolódott a központi gyűrűs szerkezethez, és mindegyiken egy-egy pár láb nőtt. Mivel a szegmensek közel azonosak, és az állat végszakaszai rosszul megőrződöttek, nehéz megállapítani a teste irányítását. A fejnek vélt szerkezetet csak az ELEL-SJ102058 mintán tudjuk azonosítani. Ez sisakhoz hasonlít, amelyen néhány tüske és egy középső kiemelkedés, feltehetően a száj található. A "fej" mögött van még egy pár függelék.
Az állat legnevezetesebb részlete a robusztus, tüskékkel borított lábak sora. Emiatt kapta a becenevét is: sétáló kaktusz. A lábfej keskeny és egyszerű, a láb maga a törzsnél kissé kevésbé robusztus, 15, egymástól távoli gyűrűvel és négy sor tüskével. Habár a gyűrűs szerkezetek az ízeltlábúak merev exoszkeletonjára emlékeztetnek,) valójában semmi közös nincs bennük, a fosszíliák szerint lágy, tagolatlan kültakarója volt. A lábak a többi lobopodiával ellentétben nem záró karmokkal, hanem végső tüskékkel rendelkezik, hasonlóan a láb többi részletéhez.

## Ősélettan

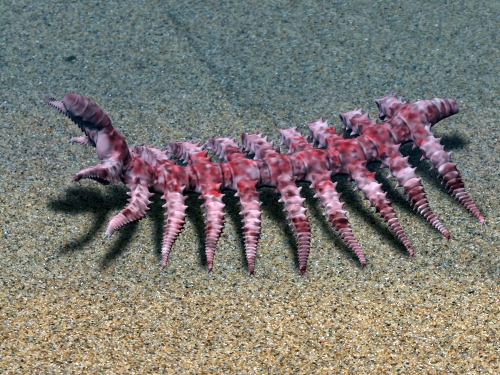
A Diania művészi rekonstrukciója, elavult fejszerkezettel és szegmensekkel.

A Diania feltehetőleg a tengerfenéken robusztus lábain kószáló dögevő lehetett. A béltartalom és a karmok hiánya arra utal, hogy sem üledékevő, sem jó mászó nem lehetett. A fej mögötti módosult függelékek szerepe a Hallucigenia csápjaihoz hasonlóan táplálékszerző vagy érzékelő sajátosságú lehetett. A tüskéi, más hasonló fajokhoz hasonlóan, a ragadozók elleni védelmet jelenthették.

## Kutatása
A Diania az állatok kihalt Lobopodia csoportjához tartozott. Már hosszú ideje feltételezik, hogy az ízeltlábúak eredete ebben a csoportban lehetett. Ugyanakkor azonban minden lobopodának lágy, gyűrűs, de nem szegmentált lába volt az eddig ismertek közül, ellentétben az ízeltlábúakkal. A Diania eredeti leírása (Liu et al., 2011) szerint a Diania olyan lobopoda volt, amely éppen a névadó forma felé fejlődött: kemény külső váza (exoszkeleton) és szegmentált lába volt, éppen, mint az ízeltlábúak feltételezett ősének. Eszerint a lábízesülés (a kemény külső váz és a szegmentáltság a függelékeken) megelőzte a testízesülést (exoszkeleton és szegmentált test). Liu és társai elemzése a Diania elhelyezkedéséről a Schinderhannes és a többi ízeltlábú testvércsoportjaként vitatott. Ugyanígy a Diania kiemelkedése a gyökér-ízeltlábúak (kopoltyús lobopodák és radiodonták) előtt is hasonló helyzetben van.
A Liu által 2011-ben megadott filogenetikai és morfológiai értelmezéseket több későbbi tanulmány is vitatta. Az adatai nem egyeztek a filogenetikai kapcsolatok által megkívánttal, amint azt Mounce és Wills, valamint David A. Legg csapata is 2011-ben megmutatta. Ezek alapján a Diania csak közvetett rokonságban van az ízeltlábúakkal. Még Liu és társai módszerével is csak annyi jelenthető ki biztosan, hogy a Diania egyes testfüggelékei hasonlítanak az ízeltlábúakéhoz.

Ma és társai 2013-ban, illetve Ou és Mayer 2018-ban felülvizsgálat az eredményeket, és megállapították, hogy a gyűrűs szerkezetek a teremtmény lábában a lobopodák lágy függelékeihez hasonlítanak, mintsem az ízeltlábúak hasonló részleteihez (exoszkeleton, szelvényezettség vagy ízületi hártyák). Ez alapján a Diania ízeltlábúakkal való rokonságát el kell utasítani, mint ahogyan kapcsolatot a testfüggelékei és az ízeltlábúak felépítése között.
A Diania tehát megmarad egy érdekes, ámde tisztázatlan helyzetű lobopodának. Utóbbi vizsgálatok összefüggéstelenül helyezték a onychophorák alapi ősei közé,

 akárcsak a teljes panarthropoda csoport alapi helyére.
Az ízeltlábúság hiánya mellett Ma és társai 2013-as tanulmányának újraértelmezése alapján a vaskos fejnek gondolt rész valójában egy újabb lábpárnak bizonyult, azaz az állatkának 15 helyett 17 pár lába volt, emellett a lábvégeken karmok helyett tüskék találhatóak. A feltételezett fejet Ou és Mayer 2018-ban írta le az ELEL-SJ102058 egyed alapján.

## Fordítás
- Ez a szócikk részben vagy egészben  a   Diania című angol Wikipédia-szócikk ezen változatának fordításán alapul.  Az eredeti cikk szerkesztőit annak laptörténete sorolja fel. Ez a jelzés csupán a megfogalmazás eredetét és a szerzői jogokat jelzi, nem szolgál a cikkben szereplő információk forrásmegjelöléseként.